# Pandanus dipsaceus
Pandanus dipsaceus är en enhjärtbladig växtart som beskrevs av Ugolino Martelli. Pandanus dipsaceus ingår i släktet Pandanus och familjen Pandanaceae.
Artens utbredningsområde är Sulawesi. Inga underarter finns listade.